# ميروسلاف مينتل
ميروسلاف مينتل (2 ديسمبر 1962 في سلوفاكيا – )؛ هو لاعب كرة قدم سابق كان يلعب كحارس مرمى.

## وصلات خارجية
- ميروسلاف مينتل على موقع رابطة كرة القدم اليابانية للمحترفين (اليابانية)
- ميروسلاف مينتل على موقع قاعدة بيانات كرة القدم.إي يو (الإنجليزية)
- ميروسلاف مينتل على موقع Soccerway.com (الإنجليزية)
- ميروسلاف مينتل على موقع عالم كرة القدم.نت (الإنجليزية)